# 小林みゆき
小林 みゆき（こばやし みゆき、1963年10月29日 - ）は、日本のAV女優。

## 略歴
熟女系のAV女優。2003年、松本ゆき名義でデビュー。2005年、「小林みゆき」としてAVデビュー。

## 作品

### アダルトビデオ
2003年
- 上方浪花ッ子　艶熟女 (2月23日、ビッグモーカル) 出演：吉田ゆり／立花かおる／松本ゆき／境道子
- 緊縛美麗愛い奴　淫縛女流作家　松本ゆき (8月6日、グローバルメディアエンタテインメント)
- 和式妻　ゆき (8月10日、グローバルメディアエンタテインメント)
- 近親相姦　松本ゆき (?月?日、センタービレッジ)

2004年
- 酔いどれ　三十路酒　四十路酒 (4月9日、センタービレッジ) 出演：桜田由加里／松本ゆき
- 近親相姦 Vol.7 (5月20日、センタービレッジ) 出演：長瀬優子／松本ゆき

2005年
- ～美熟女レズ～ 秘め百合の館 3 小林みゆき、望月優 (5月4日、マドンナ)
- 妖艶料亭女将 みゆき 小林みゆき (6月16日、マドンナ)
- となりの奥さん 小林みゆき (7月5日、マドンナ)
- 喪服愛奴隷 小林みゆき、風間恭子  (7月25日、マドンナ)
- 近親相姦図 熟女相姦 小林みゆき (8月20日、マルクス兄弟)
- 禁断の母と息子 小林みゆき (8月22日、マドンナ)
- 隣の人妻 小林みゆき (11月13日、MOODYZ)

2006年
- 母姦中出し 小林みゆき  (2月11日、タカラ映像)
- ボディコン熟女レズ3 紫彩乃、小林みゆき、小沢あゆみ (2月18日、アリスJAPAN)
- 熟女ガマンできない!! 5人の痴熟女乱れ咲き 環あかり、増田ゆり子、鮎川るい、小林みゆき、城山美香 (2006年2月18日、シャイ企画)
- 性域なきモザイク改革 堕落妻 森沢ゆう、小林みゆき (3月3日、桃太郎映像出版)
- レズの家 小林みゆき、荒川美姫 (6月19日、スタイルアート)
- 母子相姦遊戯 孤児院の母 小林みゆき (8月27日、グローバルメディアエンタテインメント)
- アナル奴隷夫人 小林みゆき (9月25日、マドンナ)
- 近親相姦 お母さんと僕の内緒の関係 3 小林みゆき、楠真由美、麻生洋子 (10月12日、マルクス兄弟)
- 女だらけのOLレズ温泉 七瀬くるみ、河名みなみ、小林みゆき (11月11日、トライハート)
- 美的熟女 VOL.01 、環あかり、小林みゆき (11月16日、ゴリラプロジェクト)

2007年
- 小林みゆき 総集編 4時間 (2007年1月25日、マドンナ)
- 近親調教 Mの棲む家 其の四 小林みゆき、海老原しのぶ (2月27日、ゴーゴーズ)
- 禁断の近親相姦凌辱 巨乳崩壊は悲しみの果てに… 小林みゆき、青山りんご (5月7日、アタッカーズ)
- レズ妻 私、夫のSEXじゃ満足できなくてレズっちゃいました。 つかもと友希×小林みゆき (6月3日、隼エージェンシー)

2011年
- 新　三十路だ！四十路だ！五十路だよ！　第１３巻 (12月21日、現映社) 出演：新田百合子／高原真由美／佐藤法子／大林静香／吉田昌子／小林千乃／上原由貴子／宇田清美／吉川奈津子／小橋早苗／松本ゆき／宮島由紀

2025年
- 極上！！六十路奥さま初脱ぎAVドキュメント 岩崎すみえ  (1月21日、タカラ映像)